# Ержанов, Айхан Ерланович
Айхан Ерланович Ержанов (род. 15 июня 2002, Павлодар) — казахстанский футболист, полузащитник.

## Клубная карьера
Футбольную карьеру начинал в 2021 году в составе клуба «Аксу-Павлодар» во второй лиге. 29 октября 2023 года в матче против клуба «Тобол» Костанай дебютировал в казахстанской Премьер-лиге (0:3).
В начале 2024 года подписал контракт с клубом «Иртыш» Павлодар. 11 марта 2024 года в матче против клуба «Хан-Тенгри» дебютировал в кубке Казахстана (1:0).

## Клубная статистика
| Клуб             | Сезон            | Лига | Лига | Кубки | Кубки | Еврокубки | Еврокубки | Итого | Итого |
| Клуб             | Сезон            | Игры | Голы | Игры  | Голы  | Игры      | Голы      | Игры  | Голы  |
| ---------------- | ---------------- | ---- | ---- | ----- | ----- | --------- | --------- | ----- | ----- |
| Аксу             | 2021             | 5    | 0    | 3     | 1     | —         | —         | 8     | 1     |
| Аксу             | 2023             | 1    | 0    | 0     | 0     | —         | —         | 1     | 0     |
| Аксу             | Итого            | 6    | 0    | 3     | 1     | —         | —         | 9     | 1     |
| → Аксу-Павлодар  | 2021             | 7    | 0    | —     | —     | —         | —         | 7     | 0     |
| → Аксу-Павлодар  | Итого            | 7    | 0    | —     | —     | —         | —         | 7     | 0     |
| → Экибастуз      | 2022             | 25   | 1    | —     | —     | —         | —         | 25    | 1     |
| → Экибастуз      | Итого            | 25   | 1    | —     | —     | —         | —         | 25    | 1     |
| → Аксу М         | 2023             | 15   | 7    | —     | —     | —         | —         | 15    | 7     |
| → Аксу М         | Итого            | 15   | 7    | —     | —     | —         | —         | 15    | 7     |
| Иртыш            | 2024             | 20   | 3    | 4     | 0     | —         | —         | 24    | 3     |
| Иртыш            | Итого            | 20   | 3    | 4     | 0     | —         | —         | 24    | 3     |
| Всего за карьеру | Всего за карьеру | 73   | 11   | 7     | 1     | —         | —         | 80    | 12    |